# Iduns tryckeri

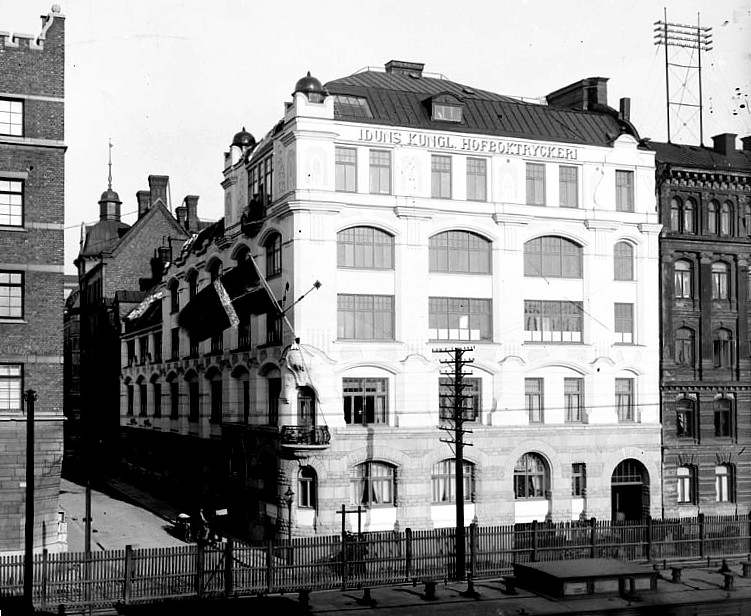
Iduns kungl. hoftryckeri utmed Östra Järnvägsgatan. Till vänster skymtar Bagges sedeltryckeri.

Iduns tryckeri AB var ett tryckeri i Stockholm grundat 1893 av Frithiof Hellberg.
Hellberg inköpte 1893 det Gernandtska tryckeriet och ombildade det till Iduns tryckeri AB. Man flyttade in vid Bryggargatan 17–19 i en ny tryckeribyggnad, planlagd och uppförd i Hellbergs regi. För ritningarna stod arkitekten Georg Ringström. Här trycktes bland annat den av Hellberg grundade tidningen Idun. År 1897 erhöll man titeln Kungligt hofboktryckeri vilket kom att pryda fasaden på tryckeribyggnaden. Aktiemajoriteten förvärvades 1903 av P.A. Norstedt & Söner. Tryckeriet anslöts senare till Esselte.

## Bilder 1912

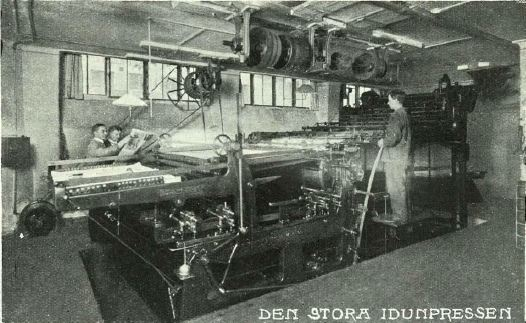
Stora pressen
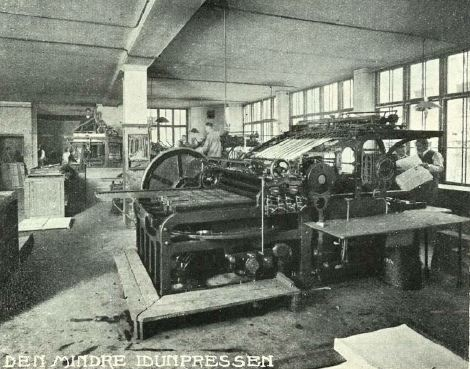
Lilla pressen
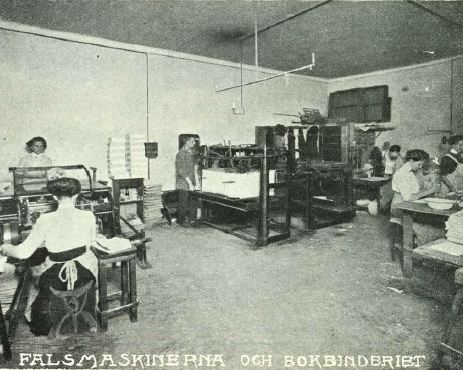
Falsmaskin och bokbinderi